# Juan Varea Segura
Juan Varea Segura, més conegut com a Juanito Varea, va nàixer a Borriana el 1908 i va morir a Madrid als 77 anys, el 8 de novembre de 1985. Fou un dels pocs "cantaors" no andalusos que ha marcat la història del "cante" i el seu nom segueix sent un referent per a les actuals generacions d'intèrprets.
De ben menut, junt amb el seu pare, amb els seus carros i cavalls, es dedicava a transportar les taronges fins al moll del Grau, per a carregar les caixes de taronges a les barques.
Anys més tard, junt amb la seua família, es traslladà a Barcelona, on va aprendre a tocar la guitarra amb Miguel Borrull (fill), i després es va iniciar en el cant, fins que va ser contractat per la companyia de Miguel Vallejo,des de la que va saltar a la fama. L'èxit el va dur a gravar els seus primers discs a la dècada dels 30, amb Pepe Marchena i dos anys més tard va guanyar el Concurs del Teatre Monumental madrileny. El seu cant abastava amb precisió, perfecció i sentiment tots els gèneres, i els crítics i aficionats, als que sempre va agradar, el consideraren un virtuós dels pals clàssics. Juan Varea va recórrer els "tablaos" i escenaris de tot l'estat espanyol, i també va exportar el seu art flamenc per altres països. Finalitzada la Guerra Civil, durant la qual va patir presó, es va instal·lar a Madrid i va ser contractat per la cancionista Concha Piquer per a la seva companyia, el 1942. El desembre de 1946 es va casar amb Carmen Amaya (que no s'ha de confondre amb la famosa bailaora) filla del guitarrista acompanyant Manolo Amaya.
A Madrid va triomfar i el seu nom va figurar durant molt de temps als cartells de Zambra, un dels "tablaos" més famosos de tot l'estat espanyol. Va fundar la seua pròpia companyia, va compondre diferents fandangos i fou considerat una de les figures més importants de la seua època.
L'any 1983 la Càtedra de Flamencologia de Jerez (adscrita a la Universitat de Cadis), li va atorgar, el Premi Nacional al Mestre, i li va tributar a l'any següent un homenatge al Teatre Monumental de Madrid.
Per voluntat pròpia descansa al cementeri de Borriana després de faltar el 1985. El 31 d'agost del 2001 se'l va nomenar, a títol pòstum, Fill Predilecte, distinció que va rebre a través del seu net, Juan Diego Varea. Eixe dia es va descobrir una placa a la que va ser la seua casa al carrer Burgà.

## Enregistraments
Juan Varea – Maestros Del Cante: Juan Varea: Segell: Hispavox – (50) 150 065- Serie: Maestros Del Cante, Grabaciones Historicas (vinil, 1984)
- El Tiempo Y El Desengaño (Soleares)
- A Un Sabio Le Pregunté (Malagueña Personal)
- Están Celosas (Alegrías)
- La Envidia La Deshojaba (Fandangos)
- A La Puerta De Un Rico Avariento (Campanilleros)
- Marelaron A Un Busno (Toná Y Martinete)
- Tú Eres Como El Sol (Bulerías Por Soleá)
- Una Pena Impertinente (Cartagenera)
- Bien Se Que Muero (Siguiriyas)
- Al Clavel De Granada (Escrit per Alejandro Cintas)
- A Una Legua De Totana (Taranta Clásica)